# Josep Torres i Jonama
Josep Torres i Jonama (Palafrugell, 26 de desembre de 1857 – Niça, 15 de desembre de 1946) fou un industrial surer català.

## Biografia
Era descendent de la família Torras, originària de Darnius, que s'instal·là a Palafrugell l'any 1852 per la seva relació amb el suro. Amb només vint anys, empès per un esperit aventurer i descontent per la seva situació personal, va decidir marxar a les Amèriques. Es va establir a Nova York, i va iniciar amb èxit una sèrie de negocis relacionats amb el món del suro. De fet, Josep Torres va ser un dels creadors del tap corona. Quan ja va tenir iniciats els negocis amb èxit es casa amb Sílvia Montovani amb qui tingué dues filles: la Carme i l'Anita. El 1921 tenia fàbriques a Palafrugell (creada el 1900), Badajoz i Nova York (al barri de Brooklyn) que es dedicaven a la producció a gran escala de taps, discs i plantilles de suro. El 1922 reestructura l'empresa i crea La Industrial Tapón Corona, SA (INTACO), on agrupa les fàbriques de Palafrugell, Barcelona i Nova York. A mitjans dels anys vint, afectat per problemes de bronquitis, va deixar Nova York i es va instal·lar a la Costa Blava, a Niça, ciutat a on també muntarà diferents negocis. Amb el temps, es va anar desvinculant dels negocis del suro, però no va renunciar a altres tipus d'inversió com ara la borsa.
Des que Josep Torres va fer fortuna a Nova York, sempre va pensar com ajudar i contribuir a la millora del seu poble, Palafrugell. Va fer importants aportacions per modernitzar l'asil i l'hospital municipal i també va contribuir a la millora d'alguns carrers del poble. Arran d'aquests ajuts, l'Ajuntament de Palafrugell va decidir canviar el nom del carrer del Sol pel de carrer de Torres Jonama. L'any 1918, Torres va fer arribar part del seu testament a l'alcalde de Palafrugell, en el qual disposava deixar al poble gairebé una tercera part de la seva fortuna. L'Ajuntament va convocar una sessió extraordinària i va decidir anomenar-lo fill predilecte de la vila.
No va ser fins a l'any 1925, al cap de vint anys de la seva primera proposta, que Torres Jonama va poder convertir en una realitat el seu desig de construir una nova escola per a la població (l'actual CEIP Torres Jonama), que va ser inaugurada el dia 4 de juny de 1925, amb l'assistència del rei Alfons XIII. També varen rebre les seves iniciatives les poblacions veïnes de Mont-ras, Pals i Regencós.
L'1 de setembre de 1927 se li concedia la Creu de Primera Classe de l'Ordre de Beneficència.
Va morir a Niça el 15 de desembre de 1946, a l'edat de vuitanta-vuit anys, i el 22 d'abril de 1947 les seves despulles van ser traslladades a Palafrugell, tal com ell havia disposat.
El fons documental de la família Torres es troba actualment a l'Arxiu Municipal de Palafrugell.